# Jerzy Kozłowski (muzyk)
Jerzy Kozłowski (ur. 30 maja 1948 w Gdyni) – polski wokalista, gitarzysta basowy, kompozytor, autor tekstów piosenek.

## Życiorys
Uczęszczał do podstawowej i średniej szkoły muzycznej. Wywodzi się z trójmiejskiej sceny big beatowej. W wieku 15 lat, rozpoczął w 1963 roku współpracę z młodzieżową grupą Błękitni, działającą przy Klubie PSS w Gdyni. Razem z zespołem zajął w 1964 roku I miejsce w II Turnieju Młodzieżowych Zespołów Rozrywkowych w Tczewie i I miejsce w konkursie zorganizowanym przez CRZZ i PSS Społem. Po rozpadzie Błękitnych, wokalista wszedł w skład sopockiej grupy Takty, wzbogacając jej repertuar swoimi autorskimi piosenkami. W lecie 1967 roku podczas występów zespołu w sopockim Non-Stopie został dostrzeżony przez Tadeusza Nalepę i Andrzeja Nebeskiego. Po rozpadzie Taktów, krótko współpracował z Nalepową grupą Blackout, z towarzyszeniem której na koncertach wykonywał utwory z rep. The Beatles, Wilsona Picketta i Jamesa Browna. Po powrocie do Trójmiasta związał się z gdańskim zespołem Pro Contra, w którego skład wchodzili także: Jerzy Giliga (gitara), Edward Ogrodowczyk (gitara basowa) i Tadeusz Rapinczuk (perkusja). W lipcu 1969 roku został jednym z wokalistów Grupy ABC Andrzeja Nebeskiego, wraz z którą na koncertach wykonywał m.in. piosenki: Sen bez adresu, 101-203, Moje ABC, Zobacz, zobacz co się dzieje, Muszę się zobaczyć z tobą, Pożegnaj mnie dziewczyno oraz utwory anglojęzyczne: Spinning Wheel i You've Made Me So Very Happy z rep. Blood, Sweat and Tears oraz When A Man Loves A Woman z rep. Percy'ego Sledge'a). Na jedynym longplayu zespołu z 1970 roku, śpiewał w dwóch utworach, a mianowicie: Razem z nami (razem Haliną Frąckowiak) i Nie szukam jej (jako solista). Wiosną 1971 roku odszedł od Grupy ABC i związał się z gdańską formacją ITD, której skład tworzyli m.in. Tadeusz Piechowicz (organy) i Maciej Stefanow (perkusja), Bogdan Stachowski (git bas)zaś on sam, śpiewał z tym zespołem jako wokalista-solista w Grand Hotelu w Sopocie. Od 1974 roku wokalista występował w ekskluzywnej kawiarni z dancingiem „Panorama” na szczycie Kamiennej Góry. W 1975 roku wyjechał na kontrakt do Norwegii, gdzie występował z zespołem, w którgo skład wchodzili m.in. Jan Jedel (organ) i Marian Kossecki (gitara basowa). Po powrocie do kraju ponownie pracował w „Panoramie”. W październiku 1981 roku wyemigrował z żoną i córką do Austrii, zaś w listopadzie 1982 r. rodzina Kozłowskich przeniosła się do Kanady, gdzie wokalista mieszka do dziś i będąc nadal aktywnym muzycznie, udziela się w Polskim Centrum Chrześcijańskim w Surrey.

## Dyskografia

### Z zespołem Takty
- Nagrania radiowe (1967): Dżentelmen, Tam myśli moje, To ty, Jesienna noc, Co za dużo, to nie zdrowo, Nastolatki, Wspomnij tamten dzień

### Albumy
- 1969: Napisz proszę (EP Muza)[1]
- 1970: Grupa ABC Andrzeja Nebeskiego (LP Pronit)[2]
- 2015: Moje ABC (CD Kameleon Records)[2]
- 2015: Razem z nami (CD Kameleon Records)[2]

- Nagrania radiowe:
- 1969: Sen bez adresu, Zobacz, zobacz co się dzieje
- 1970: Muszę się zobaczyć z tobą
- 1971: Tego chcę